# Quittengo
Quittengo est une ancienne commune italienne de la province de Biella dans la région Piémont en Italie.

## Administration
| Période                                  | Période | Identité | Étiquette | Qualité |
| ---------------------------------------- | ------- | -------- | --------- | ------- |
|                                          |         |          |           |         |
| Les données manquantes sont à compléter. |         |          |           |         |

### Hameaux
Balma, Bogna,Malpensà, Orio Mosso, Rialmosso, Roreto, Sassaia, Tomati

### Communes limitrophes
Campiglia Cervo, Mosso, Sagliano Micca, San Paolo Cervo, Veglio

## Jumelages
- Castelmagno (Italie) depuis 1975